# 予感 (フリーダの曲)
『予感』（よかん I Know There's Something Going On）はABBAのアンニ＝フリッド・リングスタッドがフリーダ名義で1982年に収録した楽曲である。

## 解説
1982年2月、ストックホルムにあるABBAのスタジオでレコーディングは開始した。ABBAが一時活動休止中（事実上解散）に彼女はこのアルバムの曲のレコーディングに時間を費やした。フリーダは彼女自身のABBAでのイメージから遠ざかりたかった。
本曲はラス・バラードによって書かれ、この曲で印象的なベースはリフという短く、繰り返され、憶え易いフレーズで演奏されている。
ベースを務めているのはザ・キュアーの"Other Voices"でベースを務めたサイモン・ギャラップである。
そしてジェネシスのドラマーで歌手のフィル・コリンズがプロデュースを務めた、コリンズもまたバックコーラスとして参加している。
この曲は世界中で大ヒットを記録した。フランスで1位、ベルリン、スイス 、コスタリカ、そしてヨーロッパ全体と同様、オーストラリアと南アフリカでもトップ10内に長くチャートインした。アメリカでは13位まで上りつめた。イギリスでは1982年9月に43位までしか上りつめることができなかったが、7週間75位以内の順位を保った。
このシングルは世界中で350万枚を売り上げ、1982年にリリースされたABBAの最終シングルよりも売れた。
本曲が収録されたアルバム『サムシングズ・ゴーイン・オン』はABBAメンバーそれぞれのソロ活動のなかで最も売れたアルバムである。
この曲とアルバムについてのドキュメンタリーを撮ったスウェーデンのテレビ番組の映像はFrida - The DVDの中に収められている。このドキュメンタリーは主に制作過程を撮ったものである。
また、この映像のなかにはフリーダはもちろんのこと、プロデュースを手がけたフィル・コリンズ、ベニー、ビョルン、アルバムの収録に携わったミュージシャンらのインタビューもある。

## ミュージック・ビデオ
このミュージックビデオのディレクターを務めたのはスチュワート・オルメで、1982年7月上旬にロンドンとイングランドの数箇所で撮影された。
このミュージックビデオでフリーダは窮地に立つ若い女性を演じ、世界的成功のため、MTVから大きく評価された。
フリーダの夫（または恋人）によって撮られたフリーダのモデル写真をフリーダが現像中、現像液に入れた写真からはフリーダではない別の女性が浮かび上がったことにより、夫（または恋人）が浮気をしていると発覚するというストーリである。
このミュージックビデオもまたFrida - The DVD内で観る事が出来る。

## 収録曲
- Side A.

1. I Know There's Something Going On 4:04 (single edit).

- Side B.

1. Threnody 4:16 (album version).

## チャート成績
| Chart                       | Position |
| --------------------------- | -------- |
| Australian Singles Chart    | 5        |
| Austrian Singles Chart      | 3        |
| Belgian Singles Chart       | 1        |
| British Singles Chart       | 43       |
| Canadian Singles Chart      | 30       |
| Costa Rican Singles Chart   | 1        |
| Dutch Singles Chart         | 3        |
| Finnish Singles Chart       | 7        |
| French Singles Chart        | 1        |
| German Singles Chart        | 5        |
| Irish Singles Chart         | 23       |
| Italian Singles Chart       | 7        |
| Norwegian Singles Chart     | 3        |
| Polish Singles Chart        | 3        |
| South African Singles Chart | 5        |
| Swedish Singles Chart       | 3        |
| Swiss Singles Chart         | 1        |
| U.S. Billboard Hot 100      | 13       |